# Tricholabus
Tricholabus is een geslacht van insecten uit de orde vliesvleugeligen (Hymenoptera) en de familie Ichneumonidae.

## Soorten
- T. adventicius (Hopper, 1938)
- T. citatus (Provancher, 1877)
- T. chalco (Cresson, 1868)
- T. erythrogaster (Viereck, 1913)
- T. femoralis (Thomson, 1894)
- T. flavovariegatus (Brethes, 1927)
- T. foxleei Heinrich, 1961
- T. lepidus (Brulle, 1846)
- T. limitaris (Cresson, 1868)
- T. mitchelli Heinrich, 1961
- T. nortonii (Cresson, 1867)
- T. pax (Dalla Torre, 1902)
- T. punctiventris Hellen, 1949
- T. serricornis (Cresson, 1865)
- T. strigatorius (Gravenhorst, 1829)
- T. toluca (Cresson, 1868)